# Auxis rochei
Auxis rochei é uma espécie de peixes epipelágicos da família Scombridae da ordem dos Perciformes.

## Taxonomia
A espécie inclui as subespécies Auxis rochei rochei (Atlântico e Mediterrâneo) e Auxis rochei eudorax (Pacífico oriental).